# Brugine
Brugine is een gemeente in de Italiaanse provincie Padua (regio Veneto) en telt 6579 inwoners (31-12-2004). De oppervlakte bedraagt 19,6 km², de bevolkingsdichtheid is 336 inwoners per km².
De volgende frazioni maken deel uit van de gemeente: Campagnola.

## Demografie
Brugine telt ongeveer 2286 huishoudens. Het aantal inwoners steeg in de periode 1991-2001 met 16,9% volgens cijfers uit de tienjaarlijkse volkstellingen van ISTAT.
| Jaar | Inwoneraantal |
| ---- | ------------- |
| 1991 | 5225          |
| 2001 | 6107          |

## Geografie
De gemeente ligt op ongeveer 7 m boven zeeniveau.
Brugine grenst aan de volgende gemeenten: Bovolenta, Legnaro, Piove di Sacco, Polverara, Pontelongo, Sant'Angelo di Piove di Sacco.

## Externe links

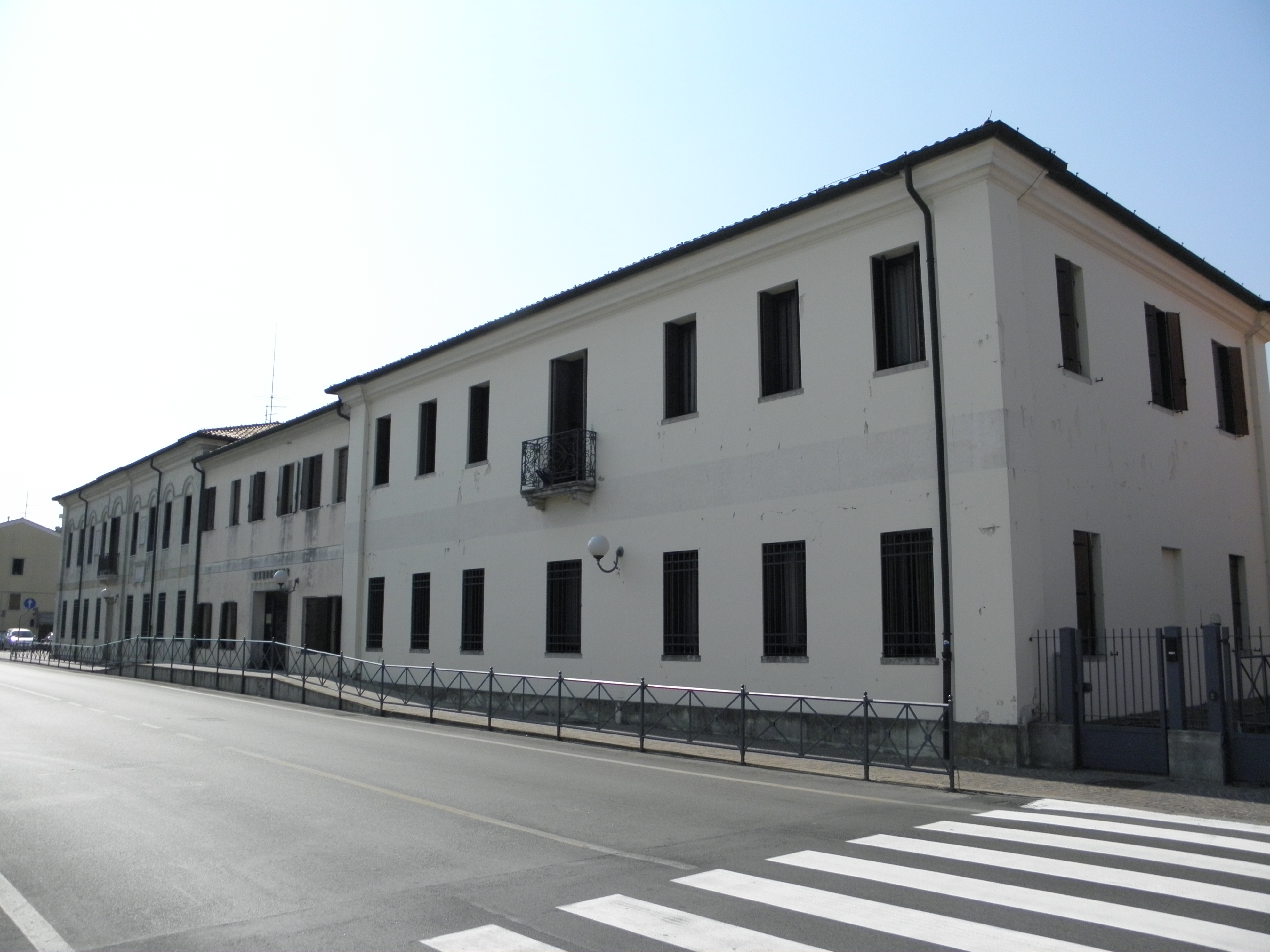